# Рестинга гірська
Рести́нга гірська (Formicivora serrana) — вид горобцеподібних птахів родини сорокушових (Thamnophilidae). Ендемік Бразилії.

## Опис

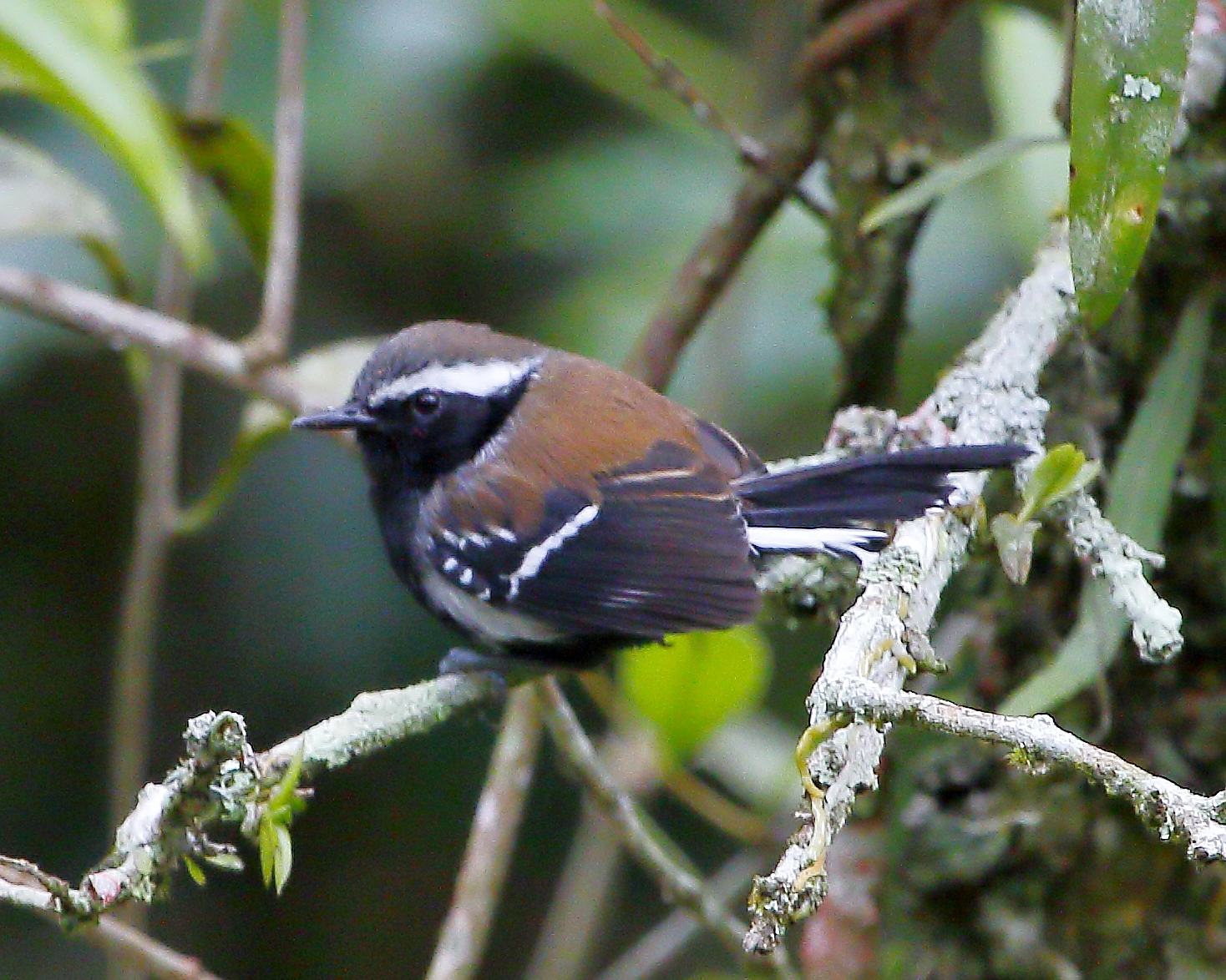
Самець гірської рестинги (підвид F. s. serrana)

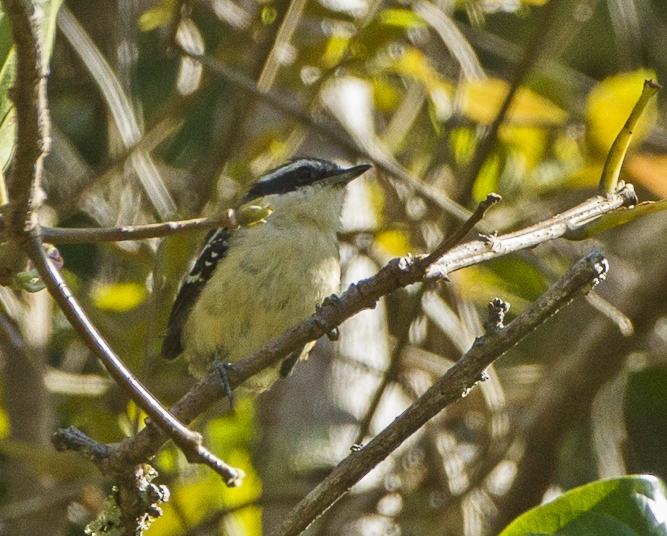
Самиця гірської рестинги (підвид F. s. interposita)

Довжина птаха становить 12,5 см, вага 12 г. Самці монінативного підвиду мають переваджно темно-коричневе забарвлення, крила у них чорно-коричневі. На крилах і хвості білі плями і смуги, над очима широкі білі "брови". У представників підвиду F. s. interposita "брови" помітно вужчі, у представників підвиду F. s. littoralis вони відсутні. У самиць на обличчі чорна "маска", нижня частина тіла у них охриста.

## Підвиди
Виділяють три підвиди:
- F. s. serrana (Hellmayr, 1929) — східний Мінас-Жерайс і Еспіріту-Санту;
- F. s. interposita Gonzaga & Pacheco, 1990 — долина річки Параїба-ду-Сул на південному сході Мінас-Жерайсу і на північному заході Ріо-де-Жанейро;
- F. s. littoralis Gonzaga & Pacheco, 1990 — узбережжя Ріо-де-Жанейро.

Деякі дослідники виділяють підвид F. s. littoralis як окремий вид рестинга ріо-де-жанейрська (Formicivora littoralis).

## Поширення і екологія
Гірські рестинги мешкають на південному сході Бразилії. Вони живуть у вологих атлантичних лісах, в прибережних заростях рестінги та на плантаціях. Зустрічаються на висоті до 1550 м над рівнем моря. Живляться комахами та іншими безхребетними. яких шукають в густому підліску.